# یوشیاتسو اویجی
یوشیاتسو اویجی (انگلیسی: Yoshiatsu Oiji؛ زادهٔ ۲ آوریل ۱۹۹۸) بازیکن فوتبال اهل ژاپن است.
از باشگاه‌هایی که در آن بازی کرده‌است می‌توان به باشگاه فوتبال توکیو اشاره کرد.